# 콤소몰스크나아무레 항공제작소
콤소몰스크나아무레 항공제작소(러시아어: Комсомольский-на-Амуре авиационный завод, 영어: Komsomolsk-on-Amur Aircraft Plant, KnAAPO, KnAAZ)는 러시아 극동의 콤소몰스크나아무레에 위치한 러시아 최대의 항공기 제조사이다.
이 기업은 하바롭스크 변경주의 가장 성공한 기업들 중 하나에 속하며 수년에 걸쳐 이 영토 최대의 세금 지불 기업이 되었다.